# Mehran Karimi Nasseri
Mehran Karimi Nasseri (Masjed Soleyman, 1945 – Aeroporto Charles de Gaulle, 12 de novembro de 2022) foi um iraniano que viveu no Terminal 1 do Aeroporto Charles de Gaulle, perto de Paris, de 1988 a 2006, por seus documentos terem sido roubados. Também era conhecido pelos funcionários locais como Sir Alfred Mehran.
Sua história inspirou o filme The Terminal (2004), estrelado por Tom Hanks, Catherine Zeta-Jones e dirigido por Steven Spielberg. Mehran inclusive recebeu 300 mil dólares da DreamWorks, produtora de Spielberg, pelos direitos de sua história, no entanto, ele afirma que não tocou na maior parte do dinheiro.

## História
O que se sabe sobre sua história é contada por ele próprio, e pouco pode ser confirmado. Em 1972 seu pai morreu, fato que mudou sua vida, pois sua mãe lhe contou que ele era filho adotivo, e que na verdade ele era filho de uma escocesa. Ele então saiu de casa para estudar economia na Inglaterra, retornando ao Irã em 1974. Por ter participado dos movimentos ingleses a favor da retirada do poder do xá iraniano Mohammad Reza Pahlavi em março de 1974, foi perseguido e torturado no Irã em 7 de agosto de 1975 pela polícia secreta iraniana SAVAK. Foi então expulso do Irã depois de ter sua nacionalidade cassada, vagando pela Europa em busca de refúgio até ser asilado na Bélgica, que lhe concedeu documentos, em 1981. Mehran, então, alegando cidadania inglesa partiu para Inglaterra, mas por ter seus documentos supostamente roubados ao fazer escala em Paris teve de ficar retido na área de espera do aeroporto, onde viveu até julho de 2006 por razões legais.    